# Autricourt
Autricourt è un comune francese di 133 abitanti situato nel dipartimento della Côte-d'Or nella regione della Borgogna-Franca Contea.

## Società

### Evoluzione demografica
Abitanti censiti

## Amminstrazione
| 1813 a 1830                           | Louis DE VINFRAIS    |
| marzo 2001 a marzo 2008               | Daniel VERPY         |
| marzo 2008 a luglio 2020              | Christian VOLTERRANI |
| luglio 2020                           | Isabelle ROUMIER     |
| I dati anteriori non sono conosciuti. |                      |